# Open Journal Systems
Open Journal Systems (OJS) ist eine Open-Source-Software für die Verwaltung und Veröffentlichung von wissenschaftlichen Zeitschriften. Sie wird vorwiegend für Open-Access-Zeitschriften eingesetzt.

## Aufbau
Die Software stellt Funktionen für drei wesentliche Bereiche der Arbeit mit wissenschaftlichen Zeitschriften zur Verfügung: Über die Leseroberfläche ermöglicht OJS das Blättern in veröffentlichten Heftinhalten unter Anwendung verschiedener Hilfsmittel. Ein Redaktionssystem erlaubt es, Vorgänge wie die Einreichung von Manuskripten durch Autoren, die Vergabe von Rezensionsaufträgen sowie die Begutachtung und das Layout von Artikeln webbasiert zu verwalten. Im Hintergrund von OJS sorgt ein relationales Datenbanksystem mit zahlreichen Schnittstellen zum Import und Export für eine flexible Einspeisung und Nachnutzung der Metadaten für Suchsysteme.

### Leseroberfläche
Die Leseroberfläche ermöglicht es Nutzern, mithilfe von chronologisch geordneten Zeitschriftenarchiven und Inhaltsverzeichnissen der einzelnen Hefte ein den gedruckten Ausgaben ähnelndes Lesegefühl zu erhalten. Um die Leser stärker einzubinden, wurde darüber hinaus eine Reihe von Lesewerkzeugen entwickelt. Diese ermöglichen es beispielsweise, Beiträge zu kommentieren oder Hinweise auf interessante Artikel per E-Mail zu teilen. Auch der Export von Zitationsweisen in Literaturverwaltungsprogramme ist möglich.
Die Leseroberfläche kann durch die Einfügung einfacher statischer Webseiten für Texte und Bilder sowie verschiedene Plugins erweitert werden.

### Webbasiertes Redaktionssystem
OJS liefert die technische Infrastruktur, um Zeitschriftenausgaben und -artikel online zu veröffentlichen. Es ist möglich, die gesamte Redaktionsorganisation von der Beitragseinreichung über ein mehrstufiges Begutachtungsverfahren bis hin zur graphischen Aufbereitung und finalen Veröffentlichung über die Software webbasiert zu verwalten. Für spezielle Aufgaben wie die Vergabe und Registrierung von DOI oder die Ablieferung elektronischer Pflichtexemplare stehen entsprechende Plug-ins zur Verfügung.
Dies wird durch ein strukturiertes Konzept praxisorientierter Benutzerrollen ermöglicht: In OJS arbeiten verschiedene Personen in unterschiedlichen Funktionen miteinander. Sie erhalten im Programm eine ihren Aufgaben angemessene Benutzergruppe zugewiesen, die ihnen für ihre Arbeit notwendigen Funktionen freischaltet. Zu den Rollen gehören insbesondere Journal-Manager, Redakteure, Gutachter, Autoren sowie Leser. Auf diese Weise können Begutachtungsverfahren (Peer-Review) organisiert und Redaktionsabläufe strukturiert werden.
Neben der Umsetzung von frei zugänglichen Open-Access-Zeitschriften unterstützt OJS auch ein Abonnement-Modell. Dieses ermöglicht die Realisierung von zeitverzögerter Artikelfreigabe (sog. Moving Wall-Modelle) und vollständig abonnementgestützten Zugriffsrechten. Es können individuelle Abos für Einzelpersonen und institutionelle Abo-Freischaltungen anhand von IP-Adressen eingerichtet werden.

### Datenhaltung und Schnittstellen für Artikel-Metadaten
Für OJS existieren zahlreiche Plug-ins, welche beispielsweise die Indexierung von Zeitschrifteninhalten in Nachweissystemen wie Google Scholar, dem Directory of Open Access Journals oder PubMed Central erleichtern. Darüber hinaus stehen verschiedene Importformate für die Einspeisung etwa von retrodigitalisierten Zeitschriften zur Verfügung.
Open Journal Systems unterstützt außerdem LOCKSS, um die langfristige Archivierung und ununterbrochenen Zugang zu den Zeitschrifteninhalten sicherzustellen.

## Mehrsprachigkeit
OJS wurde in eine Vielzahl von Sprachen übersetzt, Version 2.3 ist komplett in 16 Sprachen verfügbar (Bulgarisch, Tschechisch, Dänisch, Niederländisch, Englisch, Farsi, Französisch, Deutsch, Griechisch, Indonesisch, Italienisch, Japanisch, Portugiesisch, Spanisch, Türkisch, Ukrainisch), eine Reihe weiterer Sprachen werden zusätzlich eingeführt (darunter Arabisch, Chinesisch, Hindi und Vietnamesisch). Alle Übersetzungen werden von Mitgliedern der Community erstellt und verwaltet.

## Entwicklung
OJS wurde erstmals 2001 veröffentlicht. Die Software wird in PHP geschrieben und nutzt eine MySQL- oder PostgreSQL-Datenbank und kann auf Unix- oder Windows-Webservern betrieben werden. Für die Darstellung der Oberfläche wird die Smarty-Template-Engine eingesetzt.
Die Software wurde vom kanadischen Public Knowledge Project entwickelt und ist unter der GNU General Public License veröffentlicht. Es wird vor allem von Open-Access-Zeitschriften genutzt. 2023 gab es weltweit über 52 000 aktive mit OJS betriebene Journale einer Vielzahl von Sprachen, im deutschsprachigen Raum gibt es etwa 200 OJS-Zeitschriften.
Um OJS hat sich eine aktive Community entwickelt, deren Mitglieder zusätzlich zu den Entwicklungen des Public Knowledge Project (PKP) an der Erweiterung und Verbesserung arbeiten. Eine umfangreiche und stetig wachsende Dokumentation ist auf der Webseite von PKP verfügbar.
Die Software verfügt über eine Plug-in-fähige Architektur, sodass neue Funktionalitäten integriert werden können, ohne dass die gesamte Code-Base umstrukturiert werden muss.
Die Version OJS 3.0 wurde im August 2016 veröffentlicht und war mit erheblich refaktoriertem Code und mit eingehend umgestalteten Benutzeroberflächen ausgestattet; im Oktober 2017 erschien das Release OJS 3.1.0.

## Beispiele
Das Forum Qualitative Sozialforschung (FQS), eine mehrsprachige Online-Zeitschrift für Qualitative Sozialforschung und die weltweit größte frei verfügbare Zeitschrift zu qualitativen Verfahren, wird mit OJS publiziert. Auch ein großer Teil der Zeitschriften im Directory of Open Access Journals wird mit OJS betrieben.
Die Universitätsbibliothek Heidelberg veröffentlicht über 120 mit OJS betriebene Zeitschriften. Die Freie Universität Berlin betreibt ebenfalls eine Vielzahl von Zeitschriften mit OJS. Darüber hinaus bauen weitere Universitäten und Bibliotheken eigene OJS-Hostingangebote für eigene oder externe Journals auf.